# Kulturebenen-Modell

Scheins 3-Ebenen-Modell

Das Kulturebenen-Modell des US-amerikanischen Organisationspsychologen Edgar Schein ist ein Modell zur Beschreibung der Organisationskultur. Differenzierter als das Kulturtypologie-Modell von Deal und Kennedy ist Edgar Scheins Ansatz mit drei Ebenen von Kulturphänomenen in Organisationen. E. Schein definiert Kultur als

“[…] a pattern of basic assumptions – invented, discovered, or developed by a given group as it learns to cope with its problems of external adaption and internal integration – that has worked well enough to be considered valid and, therefore, to be taught to new members as the correct way to perceive, think, and feel in relation to those problems”

„Ein Muster grundlegender Annahmen – erfunden, entdeckt oder entwickelt von einer vorgegebenen Gruppe, während diese lernt mit den Problemen der externen Adaption und internen Integration umzugehen – die gut genug funktionierten, um [von dieser Gruppe] als gültig angesehen zu werden, und die deshalb neuen Mitgliedern  vermittelt werden als richtige Methode der Wahrnehmung, des Denkens und des Fühlens bezüglich dieser Probleme.“

1. An der Oberfläche liegen die sichtbaren Verhaltensweisen und andere physische Manifestationen, Artefakte und Erzeugnisse. Beispiele sind Kommunikationsverhalten mit Mitarbeitern, Kunden und Lieferanten, Logo, Parkplätze, Bürolayout, verwendete Technologie, das Unternehmensleitbild aber auch die Rituale und Mythen der Organisation.
2. Unter dieser Ebene liegt das Gefühl, wie die Dinge sein sollen; kollektive Werte sind beispielsweise „Ehrlichkeit“, „Freundlichkeit“, „Technik-Verliebtheit“, „spielerisch“, „konservativ“ usw. also Einstellungen, die das Verhalten von Mitarbeitern bestimmen.
3. Auf der tiefsten Ebene sind die Dinge, die als selbstverständlich angenommen werden für die Art und Weise, wie man auf die Umwelt reagiert (Grundannahmen). Diese Grundannahmen (englisch basic assumptions) werden nicht hinterfragt oder diskutiert. Sie sind so tief im Denken verwurzelt, dass sie von Mitgliedern der Organisation nicht bewusst wahrgenommen werden.

Es ist dieses Muster von Grundannahmen, die E. Schein als Kultur beschreibt.

## Der Innere Aufbau einer Unternehmenskultur
Im Scheinschen Modell umfassen Kulturen sowohl Orientierungsmuster und Programme, als auch sichtbare Vermittlungsmechanismen und Ausdrucksformen. Dem kulturellen Kern (der dritten Ebene) nähert sich E. Schein dabei einem in der Kulturanthropologie entlehnten Verfahren durch einen Interpretationsprozess der sichtbaren (ersten Ebene) und gefühlten (zweiten Ebene) Elemente an.
Die Anthropologen Clyde Kluckhohn und Fred L. Strodtbeck identifizierten fünf Kulturdimensionen, d. h. grundlegenden Orientierungen, in denen sich die Grundannahmen einer Kultur manifestieren.
| Orientierung                                                               | Ausprägungen                   | Ausprägungen                     | Ausprägungen                   |
| -------------------------------------------------------------------------- | ------------------------------ | -------------------------------- | ------------------------------ |
| Natur des Menschen                                                         | schlecht                       | gemischt                         | gut                            |
| Natur des Menschen                                                         | veränderbar/unveränderbar      |                                  |                                |
| Beziehung zur Natur                                                        | Unterordnung                   | Harmonie                         | Dominanz                       |
| Beziehung zu anderen Menschen                                              | hierarchisch (lineare Gruppen) | kollateral (kollaterale Gruppen) | individualistisch (Individuen) |
| Zeitorientierung des Menschen                                              | Vergangenheit (traditionell)   | Gegenwart                        | Zukunft (innovativ)            |
| Aktivität des Menschen                                                     | sein                           | kontrollieren                    | handeln                        |
| Darstellung der Kulturdimensionen in Anlehnung an Kluckhohn und Strodtbeck |                                |                                  |                                |

1. Das Wesen der menschlichen Natur
2. die Beziehungen des Menschen zur Natur
3. Die Beziehungen des Menschen zu anderen Menschen
4. die Zeitorientierung des Menschen
5. die Aktivitätsorientierung

Richard Mead weist darauf hin, dass dieses Schema auch zur Charakterisierung von Unternehmenskulturen verwendet werden kann. Nach diesen fünf Dimensionen können also die Basisannahmen der dritten Ebene eingeordnet werden:
1. Annahmen über die Natur des Menschen
Menschen in einer Gruppe können sich gegenseitig unterschiedlich betrachten: freundlich oder feindselig, gut- oder böswillig, arbeitsscheu oder sich selbst einbringend (vgl. Douglas McGregor, Theorie X und Theorie Y[8]), entwicklungsfähig oder festgeschrieben. Oft werden diese Annahmen im Bild des idealen Vorgesetzten widergespiegelt.
2. Annahmen über die Umwelt 
Wie wird die Umwelt wahrgenommen? (bösartig, anregend, freundlich, …) und wie unterscheidet sich die Gruppe von anderen?
3. Annahmen über die Natur zwischenmenschlicher Beziehungen
Wie verhält man sich gegenüber anderen? Was ist korrektes Verhalten? Wie benimmt man sich? Wird Alter oder Rang verehrt, gutes Aussehen, emotionales Verhalten (und wenn ja, welches?), wird kooperiert oder konkurriert, Teams oder Einzelkämpfer? …
4. Vorstellungen über Wahrheit und Zeit
Jede Gruppe hat eine Vorstellung, was richtig oder falsch ist. Beruft man sich auf Autoritäten, Traditionen, Wissenschaft oder eine pragmatische Haltung oder möglicherweise auf Kompromisse? Ähnlich gibt es einen Gruppenkonsens über Zeit, die unterschiedlich wahrgenommen wird (vergl. Polychronismus). Man spricht heute von monochronen (einzeitige) Zeitauffassungen,[4] wenn im Normalfall reguläre und stetige Ereignis- und Prozesssequenzen stattfinden und Aktivitäten meist linear, sequentiell angeordnet werden. In solchen Unternehmen werden irreguläre Vorfälle oft als Zumutung oder Störung empfunden. Im Gegensatz dazu steht die polychrone[4]  (vielzeitige) Zeitauffassung, wo der Normalfall parallele Abläufe, ständig im Fluss befindliche Zeitgrenzen und Ereignisse vorherrschen. Irreguläre Vorfälle sind hier normal und strukturiertes Abarbeiten von Aufgaben die Ausnahme.
5. Annahmen über die Natur des menschlichen Handelns
Diese Dimension handelt von der Frage: Wie wird gehandelt, welche Handlungen sind (un)erwünscht; beispielsweise Eigeninitiative, ignorieren oder weitermelden, abwarten, sich anpassen usw.; in Bezug auf Arbeit: was ist Arbeit und was Spiel?

Aus diesen fünf Elementen wird eine einheitliche Gestalt (Psychologie) konstruiert, so dass die analytischen Grenzen verschwimmen und eine einheitliche Weltanschauung geformt wird. Diese Weltanschauung wird konkretisiert in Wertvorstellungen und Verhaltensstandards, welche nach E. Schein auf der mittleren Ebene des Modells angeordnet sind. Auch wenn diese Standards meist ungeschrieben sind, werden sie heute in der Folge von Peters und Watermans Search for Excellence schriftlich gefasst und als Managementphilosophie oder Unternehmensleitbild ausformuliert, was allerdings häufig eher Wunschvorstellungen als reale Erkenntnisse repräsentiert.
Diese unbewussten, unsichtbaren Annahmen und Standards werden auf der obersten Ebene in Symbolen und Zeichen wiedergegeben. Hier sind die Elemente der Kultur zu finden, deren Aufgabe darin besteht, sich selbst zu repräsentieren (Kleidung, Sprache, Begrüßung von Fremden, Architektur, Logo, Schwarzes Brett usw.) und zu vermitteln. Mit Hilfe dieser Elemente werden neue Mitglieder in die Organisation eingeführt und mit ihr vertraut gemacht. Hierzu gehören auch die Erzählungen und Mythen über Firmenhelden (z. B. die Gründer) und -bösewichte (z. B. geschasste Manager) sowie Rituale wie Unternehmensversammlung, Weihnachtsfeiern, Abteilungsausflug oder auch nur „das Bierchen nach der Schicht“. Der Brite Gerry Johnson beschreibt Unternehmenskultur daher als ein Kulturnetz, in dem die genannten Elemente untereinander verwoben sind.